# Gornje Viljevo
Gornje Viljevo – wieś w Chorwacji, w żupanii virowiticko-podrawskiej, w gminie Nova Bukovica. W 2011 roku liczyła 31 mieszkańców.